# 미국공조냉동공학회

미국공조냉동공학회(American Society of Heating, Refrigerating and Air-Conditioning Engineers, ASHRAE, /ˈæʃreɪ/)는 난방, 환기, 공조 및 냉동(HVAC&R) 시스템 설계 및 구축을 발전시키려는 미국 전문 협회이다. ASHRAE는 전 세계 130개국 이상에 50,000명 이상의 회원을 보유하고 있다.
ASHRAE의 회원은 건축 서비스 엔지니어, 건축가, 기계 도급업자, 건물 소유주, 장비 제조업체 직원 및 건물의 HVAC&R 시스템 설계 및 건설과 관련된 기타 사람들로 구성된다. 협회는 연구 프로젝트에 자금을 지원하고 지속적인 교육 프로그램을 제공하며 건물 서비스 엔지니어링, 에너지 효율성, 실내 공기 질 및 지속 가능한 개발을 개선하기 위한 기술 표준을 개발 및 게시한다.

## 같이 보기
- 아픈 건물 증후군